# Pròedre
Pròedre, en grec medieval πρόεδρος (president), va ser un càrrec de l'Imperi Romà d'Orient, civil i eclesiàstic que es va utilitzar des del segle x fins a mitjans del segle xii. La forma femenina del títol és προέδρισσα (proedrissa).

## Dignitat civil a la cort imperial
El títol va ser creat a la dècada del 960 per Nicèfor II Focas i va ser atorgat per primera vegada a Basili Lecapè, un eunuc paracemomen. Tenia una alta situació en la jerarquia de la cort, situant-se immediatament per sota de la posició de la patrícia cenyida i davant del mestre, cosa que significava que era el títol més alt no imperial per a homes. El títol aparentment va continuar restringit als eunucs fins a mitjan segle xi, quan es va obrir a l'aristocràcia i es va adjudicar amb prodigalitat. El titular d'aquesta dignitat també era el president del Senat (ὁ πρόεδρος τῆς συγκλήτου). La paraula «pròedre» s'utilitzava també per indicar precedència en altres càrrecs, per exemple, pròedre dels notari per als protonotaris. El títol va ser àmpliament atorgat al segle xi, després que s'obrís als no eunucs, cosa que va provocar la creació dels protoproedri (πρωτοπρόεδρος "primers pròedres") per distingir els més alts càrrecs d'entre els seus titulars. El títol, com la major part dels títols de la cort romana d'Orient, va caure en desús gradualment durant el període de la Dinastia dels Comnens i va desaparèixer a finals del segle xii.

## Càrrec eclesiàstic
El nom de pròedre va ser utilitzat sovint també per un bisbe, que era, naturalment, el president del clergat local, i en alguns casos pels arquebisbes metropolitans. Al segle xiii, va adquirir un significat més específic, atès que es donava als bisbes que al mateix temps mantenien una jurisdicció sobre una sede episcopal vacant, on el bisbe gestionava l'administració, però a diferencia del bisbe regular, mai arribaria a instal·lar-se oficialment en aquella seu. Igual que a la cort imperial, el terme «pròedre» també indicava precedència entre un grup de càrrecs semblants.